# 于海田
于海田（1969年9月—），男，汉族，山东临沂人。中华人民共和国政治人物，第十三届全国人民代表大会山东地区代表。毕业于山东工业大学自动化专业，硕士研究生学历。现任中共济南市委副书记，济南市人民政府市长。

## 生平
1993年12月加入中国共产党，1994年7月参加工作。曾在山东航空集团公司长期任职。2015年5月，任中共淄博市委副书记。2017年6月，任淄博市人民政府市长。2018年2月24日，当选为第十三届全国人大代表。2020年，任山东省工业和信息化厅党组书记、厅长。2022年1月，改任山东省发展改革委员会党组书记；同年3月，接任中共济南市委副书记、市人民政府市长。